# 格嘉·曲吉坚赞
格嘉·曲吉坚赞（1935年—2017年）藏族，生于安多，第八世格嘉活佛。

## 生平
1935年生于安多。曾是十三世达赖的三个转世灵童候选人之一，但未中选。后来5岁时被认定为第七世格嘉活佛的转世灵童，坐床继任为第八世格嘉活佛。22岁时被推举为塔尔寺第103轮大法台，成为塔尔寺最年轻的法台。次年即1958年，在平叛扩大化中蒙冤入狱，直到1979年才获得平反释放。1982年起，他到深山闭关修炼11年，直到1993年才出深山。
王惕在1992年的文中称：
一位是格嘉活佛，五十多岁，高高的个子，生活清苦，对于信众的供养和钱财看得很轻，经常喜欢离开寺庙和自己的“格嘉活佛院”，到海拔3000米以上的高山上去静修禅定，偶尔回到寺庙，便连续数日给青年僧人讲经。我仅见过他两次，话很少，但有问必答。青年僧人谈起他，都带着明显的敬意，他们对他的清心寡欲、安祥超脱称羡不已。
2013年时，格嘉活佛年事已高，近两年身体变差。格嘉活佛的小院位于塔尔寺的前山，十分朴素而宁静。他已很少参与塔尔寺日常事务。